# Windows XP
Windows XP (укр. Віндовс ЕксПі) — операційна система сімейства Windows NT від компанії Microsoft для персональних комп'ютерів. Вона була випущена 25 жовтня 2001 року і є розвитком Windows 2000 Professional. Кодова назва при розробці — Whistler, а внутрішня версія — Windows NT 5.1. Назва XP походить від англ. experience (досвід, враження, від прикметника професійний). Назва увійшла до практики використання, як професійна версія.
На відміну від попередньої системи Windows 2000, яка йшла як в серверному, так і в клієнтському варіантах, Windows XP є виключно клієнтською системою. Її серверним варіантом є випущена пізніше система Windows Server 2003. Windows XP і Windows Server 2003 побудовані на основі одного і того ж ядра операційної системи, в результаті їхній розвиток і оновлення йде більш-менш паралельно.
Станом на червень 2021, 0.58% ПК з ОС Windows працюють під управлінням Windows XP, а в Україні — 0,18%. Windows XP все ще дуже поширена у багатьох країнах, таких як Вірменія, де станом на лютий 2025 року 74,67% комп’ютерів використовують Windows XP.
Windows XP — єдина версія Windows, яка підтримує процесори Itanium. Її наступниця, Windows Vista, тільки підтримує процесори x64 та x86.

## Варіанти
Windows XP випускалася в багатьох варіантах:
- Windows XP Professional була розроблена для підприємств і підприємців і містить такі функції, як віддалений доступ до робочого столу комп'ютера, шифрування файлів (при допомозі Encrypting File System), центральне управління правами доступу і підтримка багатопроцесорних систем.
- Windows XP Home Edition — система для домашнього застосування. Випускалася як недорога «урізана» версія Professional, але базується на тому ж ядрі і за допомогою деяких прийомів дозволяє провести оновлення до майже повноцінної версії Professional Edition.
- Windows XP Tablet PC Edition — система, базована на Professional і містить спеціальні застосування, оптимізовані для введення даних стилусом на планшетних персональних комп'ютерах. Найважливішою властивістю є чудове розуміння рукописних текстів і адаптація графічного інтерфейсу до поворотів дисплея. Ця версія продається тільки разом із відповідним комп'ютером.
- Windows XP Media Center Edition — базується на Professional і містить спеціальні мультимедійні застосунки. Комп'ютер, як правило, оснащений платою телевізійного та УКВ-тюнера і пультом дистанційного керування (ПДК). Найважливішою властивістю є можливість підключення до телевізора і керування комп'ютером через ПДК завдяки спрощеній системі управління Windows. Ця система містить також програми для прийому УКХ-радіо.
- Windows XP Embedded базується на Professional і призначена для управління вбудованою системою різних пристроїв: банкоматів, медичних приладів, касових терміналів, ігрових автоматів, VOIP-компонентів тощо
- Windows XP Professional x64 — спеціальна 64-розрядна версія, розроблена для процесорів з технологією AMD64 Opteron і Athlon 64 від фірми AMD і процесорів з технологією EM64T від фірми Intel. Ця система не підтримує процесори інших виробників, а також не працює з процесором Intel Itanium. Хоча перші 64-розрядні процесори з'явилися в 2003 році, Windows XP Professional x64 Edition вийшла в світ тільки в квітні 2005 року. Основною перевагою системи є швидка робота з великими числами (Long Integer і Double Float). Таким чином, ця система дуже ефективна, наприклад, при виконанні обчислень, що використовують числа з рухомою комою, необхідних в таких областях, як створення спецефектів для кінофільмів і тривимірною анімації, а також розробка технічних і наукових застосувань. Дана система підтримує змішаний режим, тобто одночасну роботу 32- і 64-розрядних застосувань, проте для цього всі драйвери повинні бути в 64-розрядному виконанні. Це означає, що більшість 32-розрядних застосувань можуть працювати і в цій системі. Виняток становлять лише ті застосування, які сильно залежать від апаратного забезпечення комп'ютера, наприклад, антивіруси і дефрагментатори.
- Windows XP 64-bit Edition  — це видання розроблялося спеціально для робочих станцій з архітектурою IA-64 і мікропроцесорами Itanium. Це видання Windows XP не розвивається з 30 червня 2005 року, після того, як HP припинив розробку робочих станцій з мікропроцесорами Itanium. Підтримка цієї архітектури залишилася в серверних версіях операційної системи Windows.
- Windows XP Edition N — система без Windows Media Player і інших мультимедіа-застосунків. Ці версії створені під тиском Європейській Антимонопольній Комісії. За бажанням користувач може безкоштовно завантажити всі бракуючі застосування з вебсайту Microsoft. Існує як в Home, так і в Professional варіантах.
- Windows XP Starter Edition — сильно функціонально обмежена версія для країн, що розвиваються, і фінансово слабких регіонів. У цій версії можлива одночасна робота тільки 3 програм, і кожна програма може створити не більше 3 вікон. У системі повністю відсутні мережеві функції, не підтримується висока роздільна здатність, а також не допускається використання більше 256 мегабайт оперативній пам'яті або жорсткого диска об'ємом більше 80 гігабайт. Система може працювати на процесорах рівня Intel Celeron або AMD Duron.
- Windows Fundamentals for Legacy PCs — урізана версія Microsoft Windows XP Embedded Service Pack 2, призначена для застарілих або слабких комп'ютерів.

## Графічний інтерфейс користувача

Стартове меню в новому вигляді при використанні теми Royale

- Виділення в Windows Explorer здійснюється прозорим синім прямокутником.
- Тінь від ярличків на робочому столі
- Бічна, орієнтована на виконання завдань, допоміжна панель у вікні Windows Explorer («common tasks»).
- Групування кнопок одного застосунку на панелі завдань в одну кнопку за певної кількості запущених застосунків, що дозволяє уникнути необхідності її «прокрутки»
- З'явилася можливість заблокувати панель завдань і допоміжні панелі, для уникнення їхньої випадкової зміни.
- Колірне виділення елементів в меню «Пуск», що належать недавно доданим програмам.
- Меню відкидають тіні (у Windows 2000 тінь відкидав покажчик, але не елементи меню)
- Та інші.

Windows XP аналізує продуктивність системи з певними візуальними ефектами і залежно від цього активує їх чи ні, враховуючи можливе падіння або зростання продуктивності. Користувачі також можуть змінювати дані параметри, використовуючи діалогові вікна налаштувань, при цьому можна або гнучко вибрати активність тих чи тих візуальних ефектів або віддати це на управління системі, або ж вибрати максимальну продуктивність або найкращий вигляд графічного інтерфейсу. Деякі ефекти, такі як альфа-змішування, вимагають наявності продуктивної графічної підсистеми, через це у системах зі старими відеокартами продуктивність може сильно падати, тому Microsoft рекомендує в таких випадках відключати ці можливості.
У Windows XP з'явилася можливість використовувати «Visual Styles», що дозволяють змінити графічний інтерфейс користувача. Luna— новий стиль графічного інтерфейсу, що входить в постачання XP і є інтерфейсом за умовчанням для ПК, що мають більше 64 мегабайт RAM. Можливо використовувати й інші «Visual Styles», але вони повинні бути підписані цифровим підписом Microsoft (оскільки мають важливе значення у функціонуванні системи).
Для обходу цього обмеження деякі користувачі використовують спеціальне програмне забезпечення, таке, як TGTSoft's STYLEXP або Stardock’s WindowBlinds, а іноді й змінену версію бібліотеки uxtheme.dll.
Також існує стиль «класичний», який повторює стиль інтерфейсу Windows 2000 (який використовує на 4 МБ менше пам'яті, ніж Luna), а також численні стилі, створені сторонніми розробниками. Для версії Media Center Microsoft розробила «візуальний стиль» «Royale», який включений в цю версію Windows XP і доступний для встановлення в інших версіях XP.
Для Windows XP було створено більше 100 значків компанією The Iconfactory, відомою своїм набором безкоштовних значків для операційної системи Mac OS X

### Інтерфейс командного рядка (CLI)
Windows XP також має інтерфейс командного рядка (CLI, «консоль»), cmd.exe, для управління системою командами з консолі або запуску сценаріїв, званих «командними файлами» (з розширеннями cmd), заснованими на «пакетних» (batch) файлах MS-DOS. У вбудованій системі довідки синтаксис Windows XP CLI не дуже добре задокументований. Докладнішу інформацію можна отримати, набравши в командному рядку «help» для отримання загальних відомостей про доступні команди і «ім'я команди /?». Інтерфейс командного рядка доступний як у вигляді вікна, так і в повноекранному вигляді (перемикання між ними здійснюється натисненням Alt+Enter), вигляд, що йому надається перевага, можна вказати у відповідному діалозі налаштувань, разом з такими параметрами, як розмір і тип шрифтів. При роботі в даному режимі користувач може викликати попередні команди (так, клавіша «вгору» повертає попередню команду), використовувати автодоповнення імен файлів і каталогів, а також команд. Багато дій з управління операційною системою можна виконати, використовуючи інтерфейс CLI. Найважливішими з них є команди:
- «net» з підкомандами, що дозволяє управляти локальними користувачами і групами («net user /?» і іnet localgroup /?"), аккаунтами, загальним доступом до ресурсів на ПК («net share /?») і в мережі («net view /?») і т. д.
- Команди перегляду і управління процесами «tasklist /?» і «taskkill /?»
- Команда управління дозволами файлів "cacls /?", що дозволяє переглядати і змінювати права доступу до файлів і тек (у Home Edition — це єдина можливість гнучко змінювати має рацію, оскільки відповідний графічний інструмент доступний тільки в безпечному режимі)
- а також команди, аналогічні командам «Командної мови» DOS, що дозволяють, наприклад, копіювати, переміщувати і видаляти файли та каталоги.

## Системні вимоги операційної системи Windows XP
Системні вимоги операційних систем Windows XP Home і Professional editions такі:
|                                   | Мінімальні                                        | Рекомендовані                               |
| --------------------------------- | ------------------------------------------------- | ------------------------------------------- |
| Процесор                          | 233 MHz                                           | 300 MHz або вище                            |
| Оперативна пам'ять                | 64 Мб RAM (можуть бути обмежені деякі можливості) | 128 Мб RAM або вище                         |
| Відеоадаптер і монітор            | Super VGA (800 x 600)                             | Super VGA (800 x 600) або більше розширення |
| Вільне місце на HDD               | 1.5 Гб                                            | 1.5 Гб або вище                             |
| Оптичні накопичувачі              | CD-ROM                                            | CD-ROM або DVD-ROM                          |
| Пристрої взаємодії з користувачем | клавіатура і миша                                 | клавіатура і миша                           |
| Інші пристрої                     | Звукова карта, колонки і навушники                | Звукова карта, колонки і навушники          |

Для установки Service Pack 2 необхідна наявність на жорсткому диску не менше 1,8 ГБ вільного місця, а для установки Service Pack 3 необхідна наявність на жорсткому диску 2,3 ГБ вільного місця

## Український інтерфейс
Windows Ukrainian Interface Language Pack для російськомовної версії Windows XP був випущений 20 грудня 2002 року корпорацією Майкрософт.

## Сервіс-паки і підтримка
Microsoft періодично випускала пакети оновлень (service packs) своїх операційних систем, що усувають виявлені проблеми і додають нові можливості.

### Windows XP RTM
Підтримка Windows XP без встановлених сервіс-паків (RTM) закінчилася 30 вересня 2004.

### Service Pack 1
Service Pack 1 (SP1) для Windows XP було випущено 9 вересня 2002 року. Найважливішими нововведеннями стали підтримка USB 2.0, а також утиліта, що дозволяє вибирати програми за замовчуванням для перегляду веб, пошти, обміну миттєвими повідомленнями, а також різні реалізації віртуальної машини Java. Починаючи з SP1 шифруюча файлова система EFS дістала можливість використовувати алгоритм шифрування AES з 256-бітовим ключем.
Починаючи з SP1 підтримується LBA-48, що дозволяє операційній системі працювати з HDD ємністю більше 137 ГБ, активована за умовчанням.
Підтримка Windows XP Service Pack 1 і 1a закінчилася 10 жовтня 2006 року.

### Service Pack 1a
Service Pack 1a було випущено 3 лютого 2003 року. В ньому було видалено віртуальну машину Java з системи, а також можна було відразу оновитись до Service Pack 3. Корпорація Microsoft не рекомендувала користувачам оновлюватись із Service Pack 1 до Service Pack 1a.

### Service Pack 2
Service Pack 2 (SP2) (кодова назва «Springboard») було випущено 6 серпня 2004 року. SP2 додав до Windows XP нові можливості, включаючи покращений файрвол; підтримку Wi-Fi з майстром налаштування і Bluetooth, а також поліпшення в IE6 — наприклад, можливість блокувати «спливаючі» вікна.
Цей сервіс-пак вніс істотні зміни до системи безпеки Windows XP. Так, значних змін зазнав вбудований файрвол, який було перейменовано в Windows Firewall і активовано для всіх створюваних мережевих з'єднань за умовчанням. З'явився розширений захист пам'яті, зокрема, від атак переповнювання буфера як з використанням технології NX бітів, так і інших прийомів. Зміни торкнулися і сервісів — такі сервіси, як служба повідомлень, відключені за умовчанням, ряд сервісів запускаються із зниженими правами і т. д. Зміни в області безпеки торкнулися і поштової програми Outlook Express і браузера IE. Windows XP Service Pack 2 включає Windows Security Center, який дозволяє полегшити спостереження за безпекою системи, стежачи і нагадуючи користувачеві про необхідність встановити або відновити антивірус і його бази, активувати вбудований або сторонній файрволл, провести оновлення операційної системи або змінити налаштування вебсервера-браузера. Сторонні антивіруси і файрволи мають можливість взаємодіяти з ним за допомогою спеціального API. Також були покращені функції автозапуску при завантаженні CD або підключенні флешок і подібних пристроїв. 

### Service Pack 3
На початку серпня 2007 року Microsoft почала бета-тестування сервісного пакету 3 серед обмеженої групи бета-тестерів. Не зважаючи на те, що бета-версія була передана лише вибраним, її дистрибутив з'явився в пірінгових мережах. З 12 грудня 2007 року  перший кандидат на випуск сервісного пакету 3 доступний для завантаження і тестування всім бажаючим.
Остаточна версія пакету оновлень 3 для Windows XP була представлена 21 квітня 2008 року, але лише для бізнес-клієнтів, таких як виробники оригінального устаткування і підписчики MSDN і Technet. Останні користувачі змогли отримати третій сервіс-пак з онлайн-сервісу Windows Update або через центр завантаження Microsoft 6 травня, а також за допомогою сервісу автоматичного оновлення на початку літа. Спочатку версія Windows XP з сервісним пакетом 3, готова до випуску, вийшла на китайській, англійській, французькій, німецькій, японській, корейській і іспанській мовах. І лише 5 травня софтверний гігант випустив останні 18 локалізацій.
Пакет включає всі оновлення, випущені після виходу Windows XP Service Pack 2 в 2004 р., а також ряд інших нових елементів. Серед них функція захисту мережевого доступу (Network Access Protection) і нова модель активації, запозичені в Windows Vista, крім того, з'явиться покращене виявлення так званих маршрутизаторів-„чорних дір“ і ін.
З 1 липня 2008 року Microsoft припинила продажі Windows XP своїм постачальникам.

## Витік вихідного коду
23 вересня 2020 року невідомий користувач виклав вихідний код для Windows XP SP1 та Windows Server 2003 на іміджборд 4chan. Анонімним користувачам вдалося скомпілювати код, а також користувачеві Twitter, який опублікував відео цього процесу на YouTube, доводячи, що код є справжнім
Згодом, відео було видалено по запиту Майкрософт на підставі авторських прав. Витік був неповним, оскільки в ньому був відсутній Winlogon та деякі інші компоненти. Оригінальний витік поширювався за допомогою magnet-посилань та торрент-файлів, файли яких спочатку включали вихідний код Windows Server 2003 та Windows XP, а пізніше було доповнено додатковими файлами, серед яких були попередні витоки продуктів Microsoft, її патенти, матеріали про теорії змови проти Білла Гейтса з боку рухів, що виступають проти вакцинації, а також різноманітні PDF-файли на різні теми.
Microsoft опублікувала заяву про те, що вона розслідує ці витоки.